# Hynobius tokyoensis
Hynobius tokyoensis – gatunek płaza ogoniastego z rodziny kątozębnych (Hynobiidae), występujący endemicznie na japońskiej wyspie Honsiu. Zasiedla lasy. Uznawany jest za gatunek narażony, zagraża mu m.in. urbanizacja oraz zanieczyszczenie wody.

## Informacje ogólne
Słabo opisany gatunek uznawany czasami za podgatunek H. lichenatus lub H. nebulosus. Ciało ma barwę od żółtawobrązowej do czarnobrązowej. Brak żółtawego paska na dolnych i górnych krawędziach ogona, który występuje u H. nebulosus. Widoczne 12 bruzd żeber po obu stronach ciała (w przeciwieństwie do 13 u H. nebulosus). Kończyny są krótkie. H. tokyoensis jest gatunkiem diploidalnym z liczbą chromosomów 2n = 56.

## Zasięg występowania i siedliska
H. tokyoensis jest endemitem Japonii i występuje w lasach w dwóch odizolowanych od siebie lokalizacjach na wyspie Honsiu:
- prefektura Fukushima przez Tokio do prefektury Kanagawa
- prefektura Aichi

Izolacja geograficzna spowodowana jest rozłożeniem pagórków i gór, które zapewniają płazom odpowiedni habitat. Występuje na wysokości do 400 m n.p.m. Rozmnaża się od grudnia do lutego na polach ryżowych, w rowach, źródłach oraz potokach.

## Status
Gatunek zaklasyfikowany jako narażony (VU) w związku z poszatkowanym obszarem występowania, utratą i degradacją jego środowisk naturalnych oraz spadkiem populacji. Zagrażają mu urbanizacja, zanieczyszczenie wody, gatunki inwazyjne, wysychanie siedlisk, dawniej także handel, który został prawnie zabroniony w 2020 roku.